# Jesús Sánchez de Haro
Jesús Sánchez de Haro (Toledo, 1975-Toledo, 20 de abril de 2021) fue un investigador español afincado en Torrijos y oriundo del pequeño municipio de Carriches, especialista en la historia de estas dos localidades. Cronista oficial de la Villa de Carriches desde 2014 hasta 2021, fue uno de los cuatro cronistas con los que ha contado la provincia de Toledo.

## Biografía
Nació en Toledo en 1975, pero fijó su residencia en Torrijos, población en la que, junto a la de Carriches, centró el trabajo de sus investigaciones durante más de veinte años. Interesado por la historia y las tradiciones de Carriches publicó En Testimonio de Verdad: El proceso de villazgo de Carriches (1999).
Perteneció a diversas asociaciones culturales de la Comarca de Torrijos, destacándose entre ellas la Asociación Cultural Amigos de la Colegiata de Torrijos, de la que fue su secretario, y desde la que realizó varias publicaciones. También perteneció al Instituto de Estudios Comarcales Señoríos de Entre-Ríos. Fue el fundador de la Asociación Patrimonio Cultural Villa de Carriches y de la Revista Adovea, que lleva publicados más de medio centenar de números. En 2014 fue nombrado por el Ayuntamiento de Carriches Cronista Oficial de la Villa de Carriches. Además de las investigaciones organizó conferencias, el archivo parroquial y otros actos culturales en Carriches.
En 2021 finalizó la investigación sobre el Cristo de la Sangre de Torrijos, de la que tenía previsto publicar las conclusiones de la misma con importantes hallazgos. Concluyó además la revisión de los documentos que sobre Carriches se conservan en la archivo municipal de Santa Olalla.
Falleció en el hospital Virgen de la Salud de Toledo el 20 de abril de 2021, a causa de un cáncer.

## Publicaciones
- En testimonio de verdad: el proceso de Villazgo de Carriches (1748-1749), (1999),  ISBN-84-605-9769-5.[7]
- Enzina: historia de la imagen de Santa María de la Encina que se venera en su ermita extramuros de la Villa de Carriches (Toledo) : 1568-2004, 436 aniversario de la primera referencia escrita, (2004), ISBN-84-609-2577-3.[8]
- Las Cofradías y Hermandades de la Villa de Torrijos
- Revista Adovea.